# Jan Wasung
Jan Wasung (ur. 1877 w Błażowej, zm. 18 sierpnia 1952 w Krakowie) – agronom, działacz spółdzielczy i ludowy, poseł na Sejm Krajowy Galicji IX kadencji w latach 1908-1913 reprezentował IV kurię Okręg Rzeszów..
Członek Komitetu Obywatelskiego i Polskiego Komitetu Narodowego we Lwowie w listopadzie 1918 roku. W 1920 był członkiem Rady "Gazolina" Spółki Akcyjnej we Lwowie.